# Johann Caspar Lavater
Johann Caspar Lavater (født 15. november 1741, død 2. januar 1801) var en schweizisk reformert præst og forfatter.

## Uddannelse og kirkeembeder
Lavater blev student i sin fødeby Zürich 1759 og allerede 1762 præsteviet, dog ikke til noget bestemt embede. Hans uforfærdede optræden mod en uretfærdig landfoged, der da også blev afsat fra sit embede, nødte ham til at forlade byen en kortere tid, og han opholdt sig da 1763 i 9 måneder hos provst Johann Joachim Spalding i svensk
Pommern. Undervejs stiftede han bekendtskab med berømte mænd som Friedrich Gottlieb Klopstock, Johann August Ernesti, Christian Fürchtegott Gellert, Johann Wolfgang von Goethe Moses Mendelssohn. Lavater blev 1769 diakon og 1775 præst ved Vajsenhus-Kirken i Zürich, 1778 kom han til Skt. Peters Kirken i samme by.

## Berømmelse i samtiden
Lavater blev en af sin tids mest berømte mænd, som forfatter var han kendt viden om, ja hans navn var paa alles læber, og der fældedes om ham dé forskelligste domme. Hans originalitet tiltrak mange, frastødte andre. Selv havde han stor trang til at lære mennesker at kende, erhvervede sig derved en utrolig stor bekendtskabskreds og kom ind i en uhyre brevveksling. Mange opsøgte også denne mærkelige mand, og når han rejste, strømmede man sammen for at se ham. Han bevægede sig lige frit og djærvt i de fattige stuer og i fyrsternes paladser, og han havde tid til alt. Hans prædikener, der fandt rivende afsætning, var skrevet ud af et inderlig fromt og religiøst dybt bevæget hjerte; de gik ind på tidens sociale og religiøse bevægelser, undgik vel alle teologiske stridsspørgsmål, men slog ikke af på troens krav.

## Værker
Også som digter optrådte han; han skrev folkesange, "Schweizerlieder", der blev modtaget med begejstring i hans fædreland. Af hans talløse religiøse skrifter må nævnes: Aussichten in; die Ewigkeit (4. opl. 1782; udgivet i udtog 1841), med fantastisk og ofte barok udmalen af det andet liv, Pontius Pilatus, oder die Bibel im Kleinen und der Mensch im Grossen (1782—85), hans Haandbibliotek for Venner, der udkom i 24 små bind, og hans Geheimes Tagebuch.
Allermest berømmelse vandt han dog ved sine Physiognomische Fragmente, et pragtværk i 4 kvartbind med mange kostbare portrætter. Det vakte eksempelløs opsigt, og man beundrede og frygtede Lavaters påståede evne til at læse et menneskes karakter af hans ansigt og skikkelse. Det hviler på ihærdige studier og har også haft betydning ved at fremme sansen for det individuelle, selv om Lavaters teorier af en senere tid blev forkastede som uvidenskabelige.

## Forbindelse til Danmark
Lavater, som kendte de fleste af sin samtids kendte mænd, stod også i forbindelse med adskillige danske, således med Friedrich Christian Carl Hinrich Münter og Jens Baggesen, der i Labyrinthen udjubler sin begejstring over ham, men senere persiflerede ham.
Lavater kom også selv til Danmark. Dette besøg stod i forbindelse med det mystiske drag i Lavaters religiøsitet. Han tørstede efter at komme i personlig forbindelse med åndeverdenen, efter at få umiddelbare åbenbaringer af Gud. Derfor indlod han sig med Emanuel Swedenborg: var begejstret for Franz Mesmer, hypnotismens fader, blev undertiden et bytte for bedragere som Alessandro Cagliostro og håbede på at mødes med apostlen Johannes, som han mente endnu levede på Jorden. Dette mystiske hang var det også, der bragte ham i forbindelse med en kreds af danske åndeseere, nemlig landgreve Carl af Hessen, Christian 7.’s svoger, Andreas Peter Bernstorff og hustru, grev Cai Friedrich Reventlow og enkelte andre. De mente at se et hemmelighedsfuldt lys, hvis skiftende skin de tydede som orakelsprog. Også kronprins Frederik og kronprinsesse Marie Sophie Frederikke var indviede. Det var på deres indbydelse og for denne sags skyld, at Lavater drog til København 1793. Denne rejse skildres ret interessant i en dagbog, der dog intet røber om det egentlige formål. Han prædikede i Reformert Kirke i København om Bønnen og" gjorde dybt indtryk på den tilstedeværende Heinrich Steffens.
Forbindelsen med de nordiske venner varede til hans død, der indtraf under franskmændenes besættelse af Schweiz. Han sagde med stort mod landets undertrykkere sandheden i sit flyveskrift: En fri Schweizers Ord til den store Nation. Da han under kampene 1799 bragte franske soldater brød og vin, blev der skudt på ham af en fransk grenader. Han levede endnu år og dag derefter, men under store lidelser.